# 중국의 여자 배우 목록
다음은 중국의 여자 배우 목록이다.

## 가
- 가오페이
- 가오슈민
- 간팅팅
- 간웨이
- 관무춘
- 궁베이비

## 나
- 나런화
- 니핑
- 닝징

## 다
- 다이멍
- 다이춘룽
- 다이쟈오챤
- 다이쓰
- 덩자자
- 덩제
- 두좐
- 딩옌
- 딩자리
- 둥제
- 디리러바

## 라
- 란얀
- 란잉잉
- 량징
- 런예샹
- 로우이샤오
- 루안링위
- 루산
- 루천
- 뤄하이츙
- 뤼리핑
- 뤼중
- 류샤오칭
- 류쉐화
- 류샤오칭
- 류위신
- 류윈
- 류타오
- 리링위
- 리사민쯔
- 리샤오란
- 리샤오루
- 리슈밍
- 리신아이
- 리만
- 리이퉁
- 리진밍
- 리챤
- 리친
- 리칭
- 린윈
- 린펑

## 마
- 마디나 메메트
- 마란
- 마쑤
- 마오샤오퉁
- 마이리
- 마리
- 먀오푸
- 멍팅이
- 메이팅
- 미야 무치

## 바
- 바더마
- 바이바이허
- 바이빙
- 바이바이허
- 바이펑시

## 사
- 샤멍
- 선멍천
- 선웨
- 션위에
- 셰나
- 셰닝
- 셰팡
- 수창
- 쉬둥둥
- 쉬레페이
- 쉬루
- 쉬판
- 슝나이진
- 시메이좐
- 싱페이
- 신즈레이
- 쓰친가오와
- 쑨이
- 쑨페이페이
- 쑹단단
- 쑹샤오잉
- 쑹시냔
- 쑹쭈얼
- 쑹춘리
- 쑹자

## 아
- 아리야
- 아이리야
- 야오디
- 야오싱퉁
- 야오천
- 얀니
- 얀빙얀
- 양궁루
- 양룽
- 양쯔
- 양쯔산
- 완챤
- 왕뤄단
- 왕리쿤
- 왕샤오탕
- 왕얀
- 왕오우
- 왕위메이
- 왕윈좐
- 왕즈
- 왕쯔윈
- 왕푸리
- 우신
- 우얀수
- 우웨
- 우준메이
- 우징
- 우징쉬안
- 우챤
- 웨이웨이
- 배우
- 위안산산
- 위안취안
- 위난
- 위사사
- 위후이
- 웨훙
- 인예즈
- 인타오
- 잉얼

## 자
- 자샤천
- 자오리잉
- 자오리룽
- 자오윈치
- 자오이환
- 자오타오
- 자오쥔얀
- 자오지
- 장란신
- 장리리
- 장수잉
- 장쉐잉
- 장신
- 장신이
- 장멍
- 장멍
- 장멍제
- 장시위안
- 장신이
- 장아오자
- 장위
- 장위치
- 장윈리
- 장이얀
- 장자니
- 장전위
- 장쯔린
- 장쯔쉬안
- 장쯔펑
- 장탼아이
- 장친친
- 장후이윈
- 저우양
- 저우위퉁
- 저우윈
- 저우잉
- 저우추추
- 저우훙
- 정솽
- 정시이
- 정전야오
- 주린
- 주시좐
- 주쉬안
- 주위안위안
- 중추시
- 쥐쉐
- 쥐윈페이
- 진챠오챠오
- 쯔왕
- 쭤샤오칭
- 징톈

## 차
- 챠오루
- 차오시윈
- 차이밍
- 챠오신
- 처융리
- 천얀페이
- 천진
- 천샤오쉬
- 천수
- 천쓰쓰
- 천쯔한
- 천진
- 천파라
- 천하오
- 천훙
- 춘치우
- 취잉
- 치웨이
- 친이
- 친하이루

## 카
- 쿵린

## 타
- 타오훙
- 탄쑹윈
- 탼위안
- 탼화
- 탕샤오바이
- 탕이신
- 퉁야오
- 퉁페이

## 파
- 판빙빙
- 판훙
- 팡수
- 푸이웨이

## 하
- 하오레이
- 한쉐
- 허사이페이
- 허메이탼
- 황루
- 황멍잉
- 황성이
- 황이
- 후빙칭
- 훠쓰얀
- 허루이셴